# Conlaed
Święty Conlaed (ur. ok. 450, zm. ok. 520) – święty katolicki, biskup.
Irlandzki biskup Kildare. Jego postawa kształtowała miejscowe duchowieństwo, otoczył też opieką miejscowy klasztor pomagając w jego prowadzeniy św. Brygidzie. Zginął w trakcie pielgrzymki do Rzymu.
Jest patronem diecezji Kildare i Leighlin. Jego wspomnienie obchodzone jest 3 maja.